# Charles Abbate
Charles Abbate (* vor 1900; † nach 1920) war ein US-amerikanischer Musiker und Songwriter.

## Leben
Charles Abbate trat  1912 und 1913 mit Fred Hamil als The singer and The Violinist bei den Vaudeville-Theatern des Orpheum Circuit auf. 1915 schrieb er Musik und Text seines ersten Songs, Southern Nights, der bei Shapiro, Bernstein & Co Inc in New York veröffentlicht  und in den Catalog of Copyright Entries 1915 der Library of Congress aufgenommen wurde. Er arbeitete in New York City mit dem Musikproduzenten und Verleger A. B. Marcus zusammen. Seine Songs, bei denen er Texte und Musik schrieb, waren in den späten 1910er Jahren Bestandteil diverser musikalischer Revuen. So trat er in den 1920ern in der The Marcus Show des jeweiligen Jahres auf.

## Werke (Auswahl)
- Southern Nights, Text und Musik: Charles Abbate, Shapiro, Bernstein & Co Inc, New York, 26. Februar 1915 OCLC 1061606068
- The Greatest nation on Earth, Text und Musik: Charles Abbate, produziert von der A.B Marcus Musical Comedy Company, veröffentlicht von der Marcus & Abbate Music Publishing Co., New York, 4. November 1916 (Digitalisat bei der Library of Congress) Incipit: Everybody is worried about the U. S.
- You can’t get away from me, Text und Musik: Charles Abbate, veröffentlicht von der Marcus & Abbate Music Publishing Co., 4. November 1916  (Digitalisat bei der Library of Congress), Incipit: Now that you’d have all I can give to you
- Down on the Bowery, Text und Musik: Charles Abbate, produziert von der A.B Marcus Musical Comedy Company, veröffentlicht von der Marcus & Abbate Music Publishing Co., New York, 7. Dezember 1916 (Digitalisat bei der Library of Congress, Digitalisat beim IMSLP) Incipit: Gee ain’t it funny But folks that have money
- Mr. Wilson is president again, Text und Musik: Charles Abbate, publiziert von der Marcus Publishing Co., 16. Januar 1917 (Digitalisat bei der Library of Congress) Incipit: Just here the tramping tramping of those feet
- Here’s your chance, Text und Musik: Charles Abbate, Das Werk war Bestandteil Musikrevue A Mile, a Minute, der Marcus Musical Attraction Inc., publiziert von der Marcus Publishing Co., 1917 (Digitalisat bei der Library of Congress) Incipit: Can you hear your Uncle Sam a calling to you
- We're all lonely for you in Virginia, Text und Musik: Charles Abbate, Das Werk war Bestandteil Musikrevue A Mile, a Minute, der Marcus Musical Attraction Inc., publiziert von der Marcus Publishing Co., 1917 OCLC 43416089 Incipit: Just a line to tell you dear Virginia.
- I’m glad I'm going home, Text und Musik: Charles Abbate, publiziert von der Marcus Publishing Co., 1918 (Digitalisat bei der Library of Congress) Incipit: At a railway station in a busy city
- Mary Jane, Text und Musik: Charles Abbate, veröffentlicht von der Marcus & Abbate Music Publishing Co., New York, 1918 (Digitalisat bei der Library of Congress) Incipit:Look here Mary Jane
- When the boys come sailing home, Text und Musik: Charles Abbate, publiziert von der Marcus Publishing Co., 1918 OCLC 80739332 Incipit: Soldiers are preparing ev’ry day
- Smile with me, Text und Musik: Charles Abbate, aus der Musikkomödie Oh! Baby!, publiziert von der Marcus Musical Attractions Inc., 1. Januar 1920  (Digitalisat bei der Library of Congress), Incipit: There are times when the world s wrong
- The first girl I met was the last girl I loved, zusammen mit Dale Wimbrow (1895–1954), publiziert von Irving Berlin, New York, 1931 OCLC 1268012175